# Норваш-Кішки
Норва́ш-Кі́шки (рос. Норваш-Кошки, чув. Кушкă) — присілок у складі Янтіковського району Чувашії, Росія. Входить до складу Яншихово-Норваського сільського поселення.
Населення — 162 особи (2010; 197 у 2002).
Національний склад:
- росіяни — 78 %